# Heinrich Wasmuß
Heinrich Christian Wilhelm Wasmuß (* 15. Januar 1865 in Querum; † 3. Juli 1943 in Kassel) war ein deutscher Landwirt, Politiker (DDP) und Abgeordneter des Provinziallandtages der preußischen Provinz Hessen-Nassau.

## Leben
Heinrich Wasmuß wurde als Sohn des Gemeindebäckers Heinrich Christoph Ludwig Wasmuß und dessen Ehefrau Friedericke Dorothea Elisabeth Beller geboren. 
Er betrieb in Bischofferode im ehemaligen Landkreis Melsungen eine Landwirtschaft. Er war politisch engagiert, trat der Deutschen Demokratischen Partei bei und erhielt als einer ihrer Vertreter im Jahre 1919 einen Sitz im Kurhessischen Kommunallandtag des preußischen Regierungsbezirks Kassel, aus dessen Mitte er zum Abgeordneten des Provinziallandtages der Provinz Hessen-Nassau bestimmt wurde. Wasmuß blieb bis 1920 in den Parlamenten.